# تپه بی ناز خاتون
تپه بی ناز خاتون مربوط به هزاره دوم و سوم قم است و در شهرستان ممسنی، بخش رستم، دهستان رستم ۲، روستای بی ناز خاتون، سمت راست جاده نور آباد، اهواز واقع شده و این اثر در تاریخ ۲۳ بهمن ۱۳۸۵ با شمارهٔ ثبت ۱۷۲۶۳ به‌عنوان یکی از آثار ملی ایران به ثبت رسیده است.